# Barbara Ann
Barbara Ann è un brano musicale scritto da Fred Fassert, originariamente pubblicato dal gruppo statunitense dei The Regents nel 1961, ma portato al successo quattro anni dopo dal ben più conosciuto gruppo dei The Beach Boys. Questi pubblicarono il singolo il 20 dicembre 1965, in un disco che conteneva anche la canzone Girl Don't Tell Me; la loro versione di Barbara Ann raggiunse il secondo posto nelle classifiche statunitensi ed il terzo in quelle del Regno Unito. La canzone venne anche pubblicata all'interno dell'album Beach Boys' Party!, uscito quello stesso anno.

## Descrizione
Il successo del singolo può essere testimoniato dall'alto numero di rifacimenti, da parte di gruppi musicali dei generi più disparati: cover della canzone vennero realizzate, ad esempio, dai The Who, dalla power metal band dei Blind Guardian e dal gruppo italiano Skiantos.
Anche la cultura popolare statunitense sfruttò il ritornello della canzone, che è apparsa come sottofondo in vari telefilm l'ultimo delle quali, in ordine di tempo, è la serie TV Scrubs, nella quarta stagione della quale può essere sentito cantato dal personaggio dell'Inserviente.
In Italia, alla fine degli anni sessanta, Barbara Ann era la colonna sonora del carosello, innovativo per l'epoca, del dentifricio Durban's: a differenza degli altri Caroselli sceneggiati e dialogati, qui si vedevano solo immagini evocative di giovani ricchi e sorridenti intenti a sciare, cavalcare, veleggiare ecc., senza alcun dialogo e senza una trama, ma con il solo sottofondo corale e ossessivo del ritornello di Barbara Ann. Negli anni Ottanta lo stesso ritornello fu utilizzato per la pubblicità di una azienda di acque minerali con il famoso, e iconico, bambino volante.
Nel 1966 ne venne incisa una cover in italiano dal complesso dei Pop Seven, di cui faceva parte Roberto Vecchioni, autore del testo.

## Versione dei Beach Boys
I Beach Boys incisero la loro versione della canzone il 23 settembre 1965 presso gli studi United Western Recorders di Hollywood, California. Nella registrazione, Dean Torrence dei Jan & Dean figura come voce solista insieme a Brian Wilson. Torrence non è menzionato nei crediti dell'album, ma è possibile sentire Carl Wilson che dice: «Thanks, Dean» alla fine della canzone. Ritenendo la canzone un successo assicurato, la Capitol volle far uscire Barbara Ann su singolo (lato B: Girl Don't Tell Me) dopo il parziale insuccesso del precedente 45 giri, The Little Girl I Once Knew.
Il brano entrò nella classifica statunitense Billboard Hot 100 nella settimana del 1º gennaio 1966. Il singolo salì dalla posizione numero 15 alla numero 2.

### Formazione
The Beach Boys
- Al Jardine – cori, chitarra acustica
- Bruce Johnston – cori
- Mike Love – cori, battito di mani
- Brian Wilson – voce solista, basso
- Carl Wilson – cori, chitarra acustica
- Dennis Wilson – cori, tamburello

Musicisti aggiuntivi
- Dean Torrence – voce
- Hal Blaine – posacenere